# Diario Los Andes
El Diario Los Andes es un periódico matutino editado en la ciudad de Mendoza, Argentina. El diario es una empresa periodística de larga trayectoria, siendo fundado por Adolfo Calle en 1882. Fue el primer periódico del país en publicarse en Internet como diario digital, en septiembre de 1995. Actualmente es propiedad del Grupo Clarín. Posee a 2019 una tirada promedio de 16.315 diarios por día.
El 27 de febrero de 2008 relanzó su versión digital con un nuevo diseño. Ese mismo año, la empresa terminó de construir una nueva planta impresora con más de 4.000 m² cubiertos, la cual permite almacenar hasta 3.000 toneladas de papel.[cita requerida]
A comienzos de 2010, el periódico lanzó dos nuevos portales; Estilo, sitio con noticias de espectáculos y una guía y agenda de ocio; y el vertical de Más Deportes, con información deportiva de la provincia, el país y el mundo. En marzo de 2011 lanzó un portal de educación y entretenimiento para niños: Tintero, dirigido también a padres y docentes.[cita requerida]

## Historia

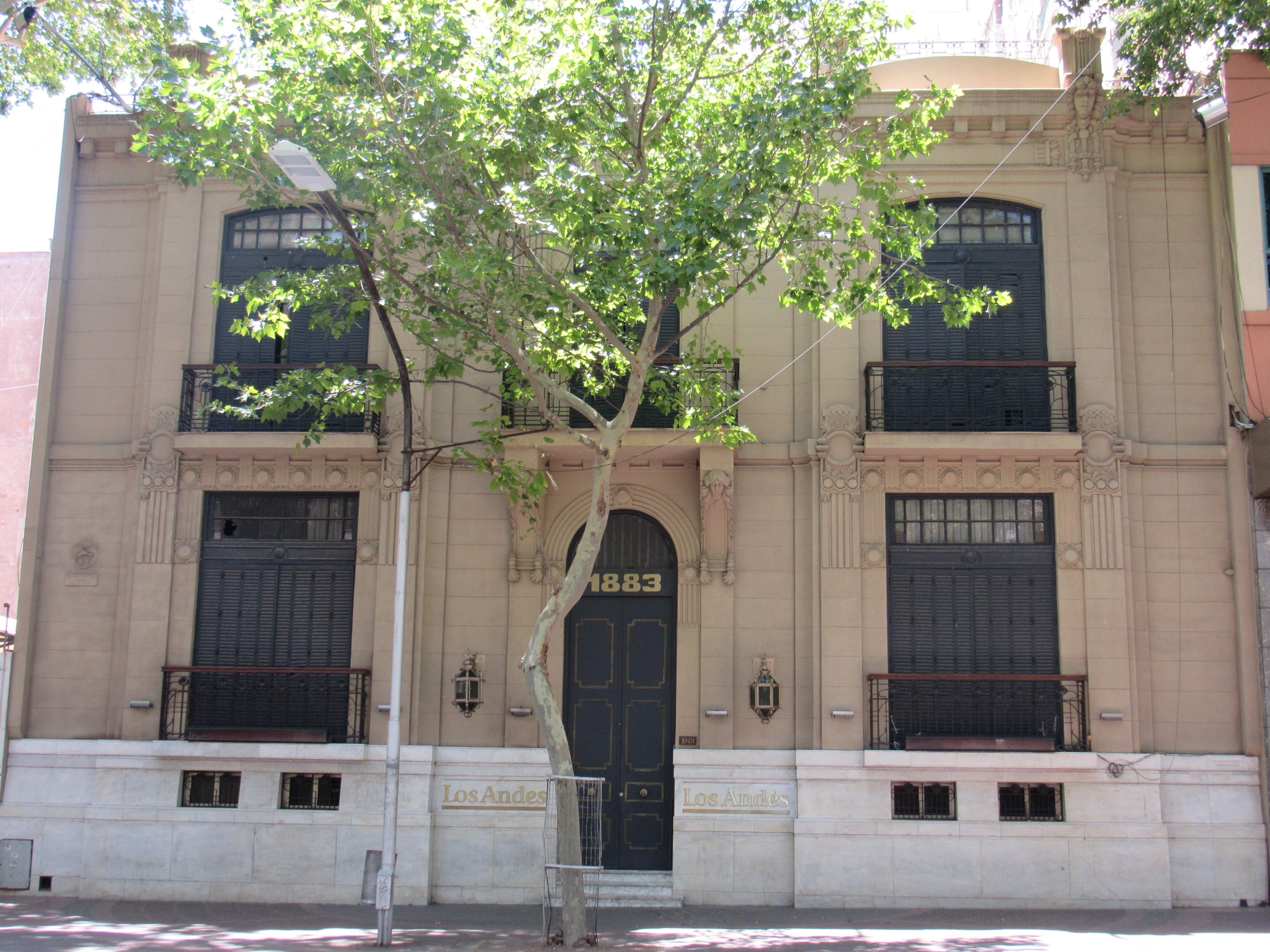
Sede del diario en Mendoza

Diario Los Andes fue fundado por el abogado, político y periodista Adolfo Calle el 20 de octubre de 1882.
Desde sus comienzos, Los Andes fue protagonista de la historia mendocina y reflejó los cambios sociales, empresariales y tecnológicos de Mendoza, Cuyo, Argentina y el mundo.
Con un promedio de 25 millones de lecturas mensuales y 2.200.000 usuarios únicos, el diario fundado hace más de un siglo en papel es también primero en la red.
El área de influencia directa del más antiguo diario mendocino se extiende también a San Luis, San Juan, Córdoba, Buenos Aires y la República de Chile, sitios en donde se distribuye un importante número de ejemplares de la edición en papel.
Además, miles de lectores en línea en todo el mundo acceden a las noticias locales, nacionales e internacionales a través de Internet; la mayoría de países como Chile, España, Estados Unidos y México[cita requerida].
Hasta bien entrada la década del 50, las sirenas de Los Andes avisaban a la población mendocina cuando se producía un hecho extraordinario. La gente se congregaba frente al edificio para enterarse de la noticia, difundida en enormes pizarras y carteles. 
La edición dominical es acompañadada por la revista Tintero, orientada al público infantil. Posee una hemeroteca totalmente digitalizada en formato TIFF, que permite una búsqueda a través del sistema de Reconocimiento óptico de caracteres.[cita requerida]
Recibió una Mención Especial de los Premios Konex en 1987 por su aporte a la comunicación y periodismo en la Argentina.[cita requerida]
Los Andes fue el primer diario en implementar el servicio de audiotexto y abrió en su propio edificio el primer cibercafé de Mendoza para satisfacer la demanda de usuarios de Internet.También se convirtió en el primer proveedor local de Internet y fue el primer diario argentino en poner una edición en línea en la web.[cita requerida]
En la actualidad mantiene su circulación en papel todos los días, siendo la más importante la dominical